# Пелам (Џорџија)
Пелам (Џорџија) (енгл. Pelham) град је у америчкој савезној држави Џорџија. По попису становништва из 2010. у њему је живело 3.898 становника.

## Демографија
Према попису становништва из 2010. у граду је живело 3.898 становника, што је 228 (5,5%) становника мање него 2000. године.
| Група             | 2000.         | 2010.         |
| Белци             | 1.714 (41,5%) | 1.408 (36,1%) |
| Афроамериканци    | 2.316 (56,1%) | 2.350 (60,3%) |
| Азијати           | 19 (0,5%)     | 13 (0,3%)     |
| Хиспаноамериканци | 59 (1,4%)     | 110 (2,8%)    |
| Укупно            | 4.126         | 3.898         |